# Picramnia tumbesina
Picramnia tumbesina är en tvåhjärtbladig växtart som beskrevs av Cornejo. Picramnia tumbesina ingår i släktet Picramnia och familjen Picramniaceae. Inga underarter finns listade.